# Episodi di Jamie Johnson (prima stagione)
La prima stagione della serie televisiva Jamie Johnson è stata trasmessa, in originale, dal 8 giugno 2016 al 9 giugno 2016 sul canale CBBC. In Italia, è stata trasmessa, dal 8 giugno 2017 al 9 giugno 2017 su RaiGulp.
| n. | Titolo originale | Titolo italiano | Prima visione originale | Prima visione italiana |
| -- | ---------------- | --------------- | ----------------------- | ---------------------- |
| 1  | Debut            | Debutto         | 8 giugno 2016           | 8 giugno 2017          |
| 2  | Own Goal         | Autogol         | 8 giugno 2016           | 8 giugno 2017          |
| 3  | Decider          | Decisione       | 9 giugno 2016           | 9 giugno 2017          |
| 4  | Father           | Papà            | 9 giugno 2016           | 9 giugno 2017          |

## Debutto
- Diretto da: Joe Talbot
- Scritto da: Shaun Duggan

## Autogol
- Diretto da: Joe Talbot
- Scritto da: Shaun Duggan

## Decisione
- Diretto da: Joe Talbot
- Scritto da: Shaun Duggan

## Papà
- Diretto da: Joe Talbot
- Scritto da: Shaun Duggan